# Sơn (họ)
Sơn (tiếng Trung: 山) là một họ của người Trung Quốc, và của người Khmer ở Nam Bộ Việt Nam.
Một số người Khmer sinh trưởng ở Việt Nam nhưng sang Campuchia làm việc và có họ tên theo tiếng Khmer, song trong văn liệu tiếng Việt vẫn ghi là họ Sơn.

## Tại Trung Quốc
Họ Sơn tại Trung Quốc có lịch sử lâu đời.

### Khởi nguyên
Khởi nguyên từ họ Khương, là hậu đại của họ Liệt Sơn (烈山 hoặc 列山). Theo "Phong tục thông" ghi lại: "Sơn thị, là thời cổ đại Liệt Sơn thị hậu đại"; tương truyền thời thượng cổ, Viêm Đế là thủ lĩnh của bộ tộc họ Khương, là do Thiếu Điển cưới con gái Kiểu Thị sinh ra, vốn sống ở lưu vực Khương, sau phát triển sang hướng đông đến vùng Trung Nguyên. Viêm Đế sinh ra ở Liệt Sơn, lấy hào là Liệt Sơn thị. Con cháu Viêm Đế sau có người liền dùng chữ "Sơn" làm họ.
Lấy quan làm họ. Theo "Danh hiền thị tộc ngôn hành loại cảo" viết, đời Chu có núi ắt có quan, chưởng quản núi rừng, con cháu lấy quan làm họ. Thời Chu quan viên quản lý núi rừng gọi là "Sơn sư", cũng gọi là "Sơn ngu". Có người thế tập Sơn sư, con cháu liền lấy họ Sơn, xưng là Sơn thị.
Lấy tên tổ tiên làm họ. Thời Xuân Thu, nước Sở có một viên quan lớn gọi là Thúc Sơn Nhiễm, con cháu người này lấy hai chữ "Sơn Nhiễm" làm họ, đời đời tương truyền.
Đổi họ. Theo "Ngụy thư - Quan thị chí" ghi lại, thời cổ có họ kép là Thổ Nan, đến thời Bắc Ngụy thì đổi thành họ Sơn.
Họ Sơn của dân tộc Hồi, lần đầu xuất hiện là ở triều Nguyên, viên quan tổng quản lộ Tấn Ninh là Sơn Tăng, có tổ tiên là Khang Lý. Hiện nay người Hồi họ Sơn chủ yếu phân bố tại Hà Nam, Ninh Hạ.

### Thủy tổ
Liệt Sơn, Thúc Sơn Nhiễm. Họ Sơn có lịch sử lâu đời, ít nhất cũng đã tồn tại 3000 năm, khởi nguyên lại không đồng nhất. Căn cứ "Phong tục thông" ghi chép, Sơn thị là Liệt Sơn thị hậu đại, nhánh này thờ phụng họ Liệt Sơn làm thủy tổ. Một nhánh khác xuất phát từ viên quan Thúc Sơn Nhiễm nước Sở, hậu đại có người lấy Nhiễm làm họ, có người lấy Sơn Nhiễm làm họ, cho nên hai họ này cùng tôn Thúc Sơn Nhiễm làm thủy tổ.

## Tại Việt Nam
Tại Việt Nam họ Sơn

## Người họ Sơn có danh tiếng

### Người Khmer
Sơn Ngọc Thành (1908 - 1977), người dân tộc Khmer - thủ tướng Cộng hòa Khmer.
Sơn Ngọc Minh (1920 - 1972), người dân tộc Khmer - chủ tịch Đảng Nhân dân Cách mạng Khmer.
Sơn Cang (sinh năm 1948), người dân tộc Khmer - Trung tướng Công an nhân dân Việt Nam.
Sơn Minh Thắng (sinh năm 1960), người dân tộc Khmer - Bí thư Đảng ủy Khối các cơ quan Trung ương.

### Người Trung Quốc
Sơn Đào (205 - 283), tự Cự Nguyên, Lại bộ thượng thư nhà Tấn. Là một trong "Trúc lâm thất hiền".
Sơn Giản (253 - 312), tự Quý Luân, nhà văn nổi tiếng. Là một trong "Trúc lâm thất hiền".
Sơn Khang, cao tăng thời Đường.